# Cantuaria catlinensis
Cantuaria catlinensis är en spindelart som beskrevs av Forster 1968. Cantuaria catlinensis ingår i släktet Cantuaria och familjen Idiopidae. Inga underarter finns listade.